# Mark van Platen
Marcus Johannes Nicasius Maria (Mark) van Platen  (28 januari 1955) is een Nederlands componist, dirigent, organist en pianist. Hij is bekroond met het Gouden Kalf (2004) voor de muziek van Kees de jongen.

## Opleiding
Van Platen studeerde af in de vakken Koordirectie, Piano en Orgel aan het Conservatorium van Tilburg bij Cees Rotteveel, Ton Demmers en Maurice Pirenne.
In 1992 behaalde hij het diploma Orkestdirectie aan het Koninklijk Conservatorium in Den Haag bij Ed Spanjaard.

## Werk
Naast piano, orgel- en theoriedocent, begeleider en Correpetitor van solisten en koren, koordirigent en concertorganist is van Platen ook een van de veelzijdigste eigentijdse Nederlandse componisten.
Behalve voor film schrijft hij instrumentale en vocale werken voor uiteenlopende bezettingen. In 2004 ontving hij tijdens het Utrechts Filmfestival het Gouden Kalf voor de beste filmmuziek voor de film Kees de jongen) Voor het vocaal ensemble The Gentlemen Singers uit Tsjechië schreef hij twee composities. Tevens bewerkte hij voor dit ensemble in 2008 drie Nederlandse volksliederen.
Uitvoeringen waren in Amsterdam, Laren, Den Bosch, Nijmegen, Ravenstein en Oudenbosch.
In hetzelfde jaar schreef hij in opdracht van Het Nederlands Gregoriaans Festival een mis voor de Scholae van de Kathedrale koren in Haarlem, Utrecht en Den Bosch.
In 2009 componeerde/arrangeerde Mark van Platen in opdracht van het Nederlands Blazers Ensemble een werk in samenwerking met The Ashton Brothers met als uitgangspunt Midsummernightsdream.
In 2010 werd een compositie: 'Lecture de Cioran', van Mark van Platen uitgevoerd, in opdracht van Kamerkoor Venus uit Utrecht onder leiding van Gijs Leenaars.
Vanaf eind jaren negentig schreef hij de muziek voor 5 grotere muziek-theaterprodukties.
In 2012 componeerde hij in opdracht van Capella Frisiae ‘nieuwe passiemuziek’ : ‘Attendite et videte’.
In 2015 heeft van Platen zelf zijn compositie voor orgel ‘After visiting Rothko’ ten gehore gebracht bij gelegenheid van zijn 25-jarig jubileum als chorrepetitor bij het Philips Philharmonisch Koor in Eindhoven. Het werk is gebaseerd op de Mark Rothko-expositie in het Gemeentemuseum Den Haag.
In maart van dit jaar (2019) componeerde van Platen i.o.v. het Groot Omroepkoor, o.l.v. Gijs Leenaars, zijn nieuwe werk, C’est déjá du passé’ voor dubbelkoor en twee baritonsolisten die afwisselend de tekst reciteren. Voor de tekst ging Van Platen wederom te rade bij het proza van de Roemeens-Franse filosoof Emil Cioran. Hij koos voor een fragment uit De l’inconvenient d’être né uit 1973, in 1984 in het Nederlands verschenen als 'Geboren zijn is ongemak'. Uitvoering was in Tivoli/Vredenburg en was rechtstreeks te beluisteren via NPO-4.

## Oeuvre

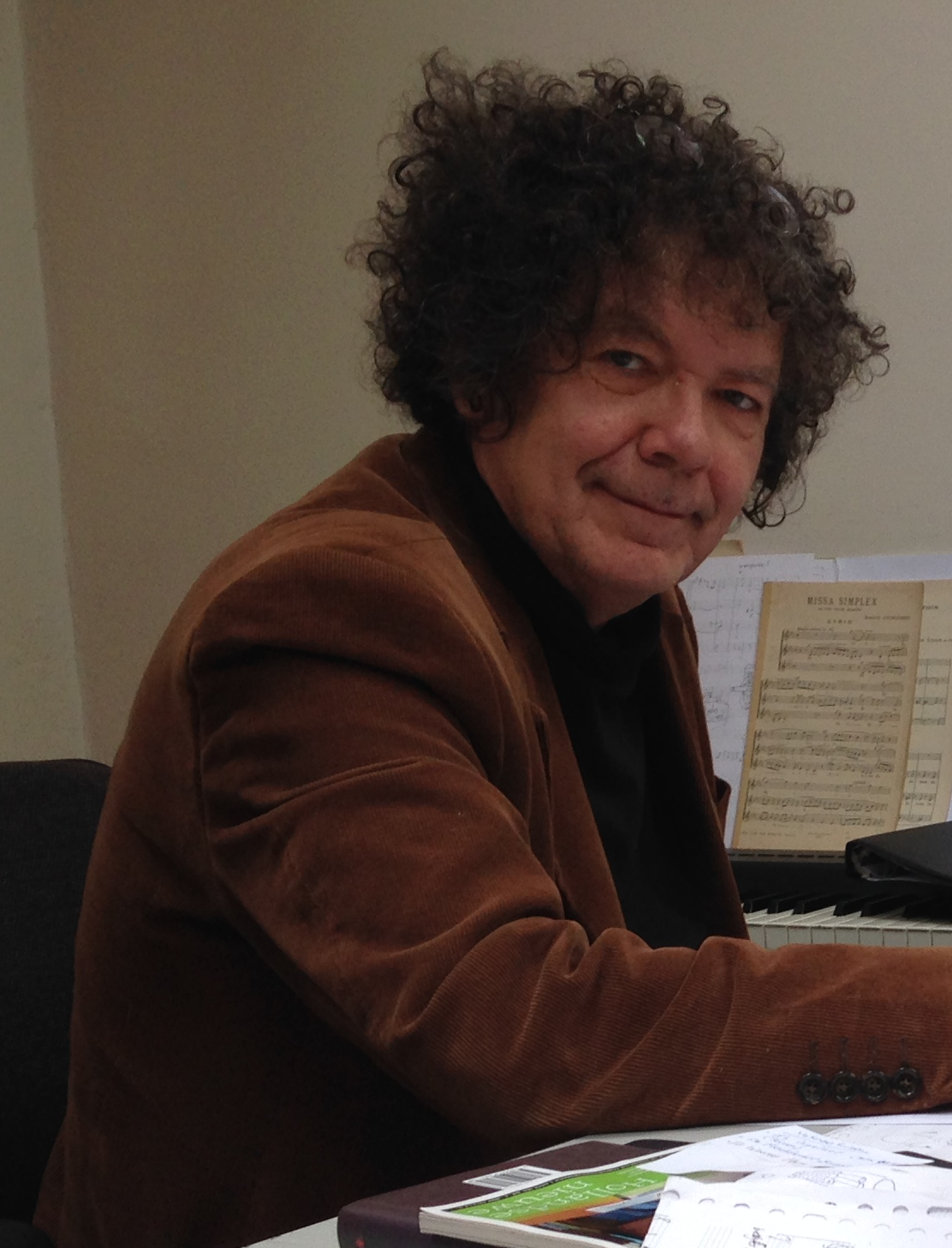
Mark van Platen op zijn werkkamer

### Lijst van werken (selectie)
| Jaar | Titel                                            | Bezetting                   |
| ---- | ------------------------------------------------ | --------------------------- |
| 1980 | Notre Père                                       | vrouwenkoor                 |
| 1982 | Dance de Puck                                    | ensemble                    |
| 1983 | Duo                                              | viool en cello              |
| 1984 | Musica Interrotta                                | fagot en piano              |
| 1985 | Variazioni                                       | kamerorkest                 |
| 1986 | Kleine suite                                     | klarinetkwartet             |
| 1986 | Introductiemuziek Für Elise                      | ensemble                    |
| 1986 | Preludium-Intermezzo-Postludium                  | blazers en slagwerk         |
| 1988 | Lamentations                                     | blazers, slagwerk en gitaar |
| 1990 | Drie monologen                                   | orgel                       |
| 2005 | Licht                                            | ensemble                    |
| 2007 | Bewerking van Nederlandse volksliederen          | mannenkoor                  |
| 2007 | Compositie voor Het Veldhovens Amateurorkest     | ensenble                    |
| 2008 | Nunc Dimittis                                    | mannenkoor                  |
| 2008 | Missa Ego Clamavi                                | kinderkoor                  |
| 2009 | Bewerkingen van delen uit de Midzomernachtsdroom | blazers ensemble            |
| 2010 | Lecture de Cioran                                | gemengd koor                |
| 2012 | Attendite et videte                              | gemengd koor                |
| 2015 | After visiting Rothko                            | Orgel                       |

### Filmografie
| Titel             | Jaar | Regie           | Hoofdrolspelers                                            |
| ----------------- | ---- | --------------- | ---------------------------------------------------------- |
| Richting Engeland | 1992 | André van Duren | Geert Lageveen, Peter Faber, Rick Nicolet                  |
| Tijger            | 1995 | André van Duren | Emile de la Bruheze, Joel Albert de la Bruheze             |
| Tijd van Leven    | 1996 | André van Duren | Anneke Blok, Victor Löw, Anne-Marie Heyligers              |
| El Toro           | 1997 | André van Duren | Emile de la Bruheze, Joel Albert de la Bruheze             |
| Honger            | 1998 | André van Duren | Hidde Maas, Ella van Drumpt, Maike Meijer, Leopold Witte   |
| Mariken           | 2000 | André van Duren | Laurien Van den Broeck, Jan Decleir, Willeke van Ammelrooy |
| Kees de jongen    | 2003 | André van Duren | Ruud Feltkamp, Wim van der Grijn, Theo Maassen             |